# Harvest Moon (игра)
Harvest Moon, в Японии известная, как Farm Story (яп. 牧場物語 Bokujō Monogatari)  — компьютерная игра и симулятор фермы, разработанный компанией Amccus для приставки Super Nintendo Entertainment System. В Японии  была выпущена  в 1996 году компанией Pack-In-Video, в Северной Америке компанией Natsume Inc. в 1997 году и в Европе компанией Nintendo в 1998 году. Европейская версия продавалась также с поддержкой немецкого и французского языков. Это первая игра франшизы Harvest Moon. Игра была переиздана на приставках Satellaview, Nintendo 3DS, Wii, Wii U и Nintendo Switch.

## Игровой процесс
Игрок управляет юношей, который должен следить за фермой, доставшейся ему в наследство от деда. Ферма прибывает в упадке и игрок должен восстановить её. Основной игровой процесс сводится к исполнению рутинных задач, вроде уборки, расчистки земли, посадки и продажи урожая, выращивание скота, посещение фестивалей, налаживание отношений с жителями деревни и добыча пропитания. 
Для выращивания овощей требуется их ежедневно поливать, недостаток воды не убивает урожай, но сдерживает рост. Животных требуется также ежедневно кормить, чтобы они размножались. Если кур достаточно кормить, то с коровами требуется постоянно разговаривать, чистить их и доить, чтобы поддерживать их благополучие. Корова может заболеть, если её вовремя не кормить, при отсутствии лечения, она может погибнуть. Куры также могут погибнуть, если их оставить на улице, их может снести штормом или их съедят дикие собаки. После наступления темноты, игрок может посетить бар, пообщаться и выпить с неигровых персонажей.

## Разработка
Ясухиро Вада спродюсировал разработку. Его последним проектом была игра Magical Pop'n.
Работая над концепцией геймплея, Вада вдохновлялся воспоминаниями о детстве в сельской местности, а также игрой Derby Stallion, где можно было заниматься коннозаводством. Вада задумал создать ролевую игру без каких либо элементов сражений и соревнований. Разработка игры едва ли не была сорвана банкротством издателя Pack-in-Video. Последующее слияние с Victor Entertainment привело к сокращению команды разработчиков Wada с десяти до трех человек. В итоге маленькая команда с куда меньшим бюджетом потратила следующие шесть месяцев на создание игры, почти полностью её переделав.

## Выпуск
Игра была выпущена 9 августа 1996 года в Японии для приставки Super Famicom. В Северной Америке она вышла в 1997 году, а в Европе — в 1998 году. Со слов Адама Фитча из Natsume Inc., продажи игры для того времени шли неплохо. В Японии после выпуска было продано 20 000 копий. Во всём мире было продано примерно 100 000 экземпляров, учитывая недавний выпуск приставки следующего поколения Nintendo 64.
В американской локализации были убраны все упоминания алкоголя и заменены соком, однако в игре персонажи, пьющие сок по прежнему пьянели. Хотя игру пытались адаптировать для западной аудитории, в английской локализации остались некоторые упоминания японской культуры и синтоизма, например вежливый поклон ведущих новостей по телевизору, упоминание «бога бизнеса» или «бога урожая», а также наличие традиционной японской еды, вроде онигири в кинематографических вставках.

### Satellaview версия
BS Bokujō Monogatari (BS 牧場物語) — спин-офф игры, выпущенный для Satellaview и состоявший из четырёх частей — эпизодов. В течение указанного времени игроки должны были загрузить каждый эпизод у радиостанции St.GIGA. Игровой процесс сопровождался подкастом в реальном времени с помощью внедрённой технологии «SoundLink», чтобы помогать игрокам в прохождении. Трансляции проводились между 18:00 и 18:50 часами. Игра никогда не выпускалась за пределами Японии и, как и все другие игры Satellaview, никогда не переиздавалась. Среди поклонников онлайн-эмуляций Satellaview игра известна, как «BS Makiba Monogatari». Повтор трансляции состоялся в том же еженедельном формате с 4 по 30 ноября 1996 года между 17:00 и 17:50 часами. Внутриигровая локация для загрузки BS-X была перенесена в храм Багупотамии. Список эпизодов:
- First Time "Outdoor Life" (яп. はじめての“あうとどあＬＩＦＥ” Хадзимэтэ но "Аутдоа ＬＩＦＥ") — 2 сентября 1996[6]
- Fruitful Land and Mind! (яп. 大地と心に溢れる実り！ Даити то Кокоро ни Афутэру Минори!) — 9 сентября 1996[6]
- We Are All Alive (яп. 僕らはみんな生きている Бокура ва Минна Икитэ иру) — 16 сентября 1996[6]
- Aim for Ranch Master! (яп. 牧場マスターを目指せ！ Бокудзё Масута: о Мэдзасэ!) — 23 сентября 1996[6]

## Критика
| Сводный рейтинг    | Сводный рейтинг |
| Агрегатор          | Оценка          |
| ------------------ | --------------- |
| GameRankings       | 73%             |
| Иноязычные издания |                 |
| Издание            | Оценка          |
| EGM                | 32.5/40         |

Игра получила в основном положительные отзывы со стороны игровых критиков со средним уровнем одобрения в 73% на агрегаторе GameRankings. Криспин Бойер, редактор журнала Electronic Gaming Monthly был удивлён жанром игры, назвав её «ролевой игрой о фермерстве. Несмотря на то, что это может звучать скучно, критик и трое его коллег, опробовавших игру назвали игровой процесс весёлым и оригинальным. Множество увлекательных задач обеспечат погружение в игру. 
После выхода версии на виртуальной консоли Wii, редакция IGN дала игре 8,5 баллов из 10, оценив по прежнему «великолепную 16-битную графику и захватывающий игровой процесс». В 2018 году редакция журнала Complex поставила Harvest Moon на 72-е место в списке «Лучших игр всех времён для Super Nintendo». По версии редакции IGN, Harvest Moon заняла 46-е место в своем рейтинге «100 лучших игр для SNES».

### Наследие
Успешный выпуск Harvest Moon положил начало игровой франшизе, началась разработка Harvest Moon GB. Продолжения ходили на протяжении двух десятилетий, позже игры начали выпускаться под брендом Story of Seasons из-за проблем с авторскими правами, когда Marvelous решила перевести свое подразделение локализации из Natsume Inc. в Xseed Games.
Harvest Moon принято считать первым представителям жанра симулятора фермы, по её подобию и её спин-оффов в будущем будут создаваться такие игры, как например FarmVille.